# Eleutherodactylus thorectes
Eleutherodactylus thorectes är en groddjursart som beskrevs av Hedges 1988. Eleutherodactylus thorectes ingår i släktet Eleutherodactylus och familjen Eleutherodactylidae. IUCN kategoriserar arten globalt som akut hotad. Inga underarter finns listade i Catalogue of Life.